# Toronto French School
Fondée le 9 août 1962, la Toronto French School (TFS) est une école indépendante, bilingue, mixte et non-confessionnelle. La Reine du Canada, Élisabeth II, est la mécène officielle de l'institution.
Du Jardin d'éveil (maternelle) à la 10e année, les élèves suivent un programme bilingue basé à la fois sur système éducatif de France et sur celui du Ministère de l'Éducation de l'Ontario. En 11e et 12e année, tous les élèves poursuivent le programme du Baccalauréat international.

## Histoire
La Toronto French School est l'œuvre de Harry Gilles (en) et de son épouse, Anna Por. Le couple souhaitait former des élèves dans le but d'en faire de bons Canadiens bilingues, et pas uniquement de simples Canadiens anglais. Le 7 septembre 1962, 16 élèves âgés de 3 à 5 ans firent leur rentrée avec pour institutrice Mme Nicole Corbi. Quatre ans après, l'école possédait déjà 6 bâtiments répartis à travers le Grand Toronto. En 1972, la TFS fit l'acquisition de l'ancien Sifton Manor situé à la 318 Lawrence Avenue.
Les diplômés de la Toronto French School rejoignent en général les plus prestigieuses universités nord-américaines et britanniques. Plus rares, certains décident de poursuivre leurs études post-secondaires en France.

## Bienfaisance
Comme de nombreuses écoles privées, la Toronto French School participe à un certain nombre d'œuvres de bienfaisance tout au long de l'année. La plus célèbre d'entre elles est la Journée Terry Fox.

## Programme scolaire
Le français est la principale langue d'enseignement de la pré-maternelle à la 10e année. En 11e et 12e année, les élèves ont le choix de poursuivre leur scolarité en anglais ou en français.
Les élèves peuvent également étudier d'autres langues telles que l'espagnol, l'allemand, le latin ou le grec ancien.

## À propos des diplômés
En 2009, parmi les diplômés de la TFS:
- 50 % atteignent une moyenne supérieure à 90 % dans 6 de leurs meilleurs cours de 12e année
- 95 % atteignent une moyenne de 80 % ou plus dans 6 de leurs meilleurs cours de 12e année
- 55 % décident d'aller dans une université de l'Ontario
- 23 % décident d'aller dans une université canadienne à l'extérieur de l'Ontario
- 19 % décident d'aller dans une université américaine
- 3 % décident d'aller dans une université britannique

En 2011, parmi les diplômés de la TFS:
- 71 % atteignent une moyenne supérieure à 90 % dans 6 de leurs meilleurs cours de 12e année
- 100 % atteignent une moyenne de 80 % ou plus dans 6 de leurs meilleurs cours de 12e année
- 60 % décident d'aller dans une université de l'Ontario
- 10 % décident d'aller dans une université canadienne à l'extérieur de l'Ontario
- 12 % décident d'aller dans une université américaine
- 12 % décident d'aller dans une université britannique
- 1 % décident d'aller dans une université irlandaise

## Anciens élèves notables
- Prince Hermann Friedrich of Leiningen
- Samantha Nutt : médecin et fondatrice de l'ONG War Child Canada
- Martha Hall Findlay : ancienne députée libérale de la circonscription de Willowdale.
- Molly Shoichet : célèbre ingénieur médical à l'Université de Toronto
- Steven Shehori : plusieurs fois primé en tant que dramaturge, metteur en scène, scénariste pour la télévision et collaborateur du Huffington Post.
- Alykhan Velshi : ancien directeur des communications de Jason Kenney, ministre de l'Immigration, de la Citoyenneté et du Multiculturalisme du gouvernement Conservative Harper.
- Elaine Lui : personnalité de la télévision et journaliste canadienne.
- Richard Charlton Bogart : associé chez Bogart, Robertson & Chu, éminent collecteur de fonds pour la Société de la SLA de l'Ontario.
- Gabriela Stafford : athlète olympique
- Lucia Stafford : athlète olympique
- Yvan Baker : Député provincial Member of Provincial Parliament (Ontario) Etobicoke Centre
- Dalton Kellett : pilote IndyCar
- Kyllike Sillaste-Elling : ambassadrice de l'OTAN
- Jamie Kastner : réalisateur de films-documentaires
- Martha Baillie : poète et romancière à succès
- Justin Poy : entrepreneur créatif dans le domaine des médias et de la publicité [1]
- Julia Bentley : Haut Commissaire du Canada en Malaisie[2]